# روبرت أوكونور
روبرت أوكونور (بالإنجليزية: Robert O'Connor)‏ (1959 في الولايات المتحدة)؛ أستاذ جامعي، كاتب وروائي أمريكي.